# Кикугава
Кикугава (яп. 菊川市 Кикугава-си) — город в Японии, находящийся в префектуре Сидзуока. Площадь города составляет 94,24 км², население — 46 073 человека (1 августа 2014), плотность населения — 488,89 чел./км².

## Географическое положение
Город расположен на острове Хонсю в префектуре Сидзуока региона Тюбу. С ним граничат города Какегава, Омаэдзаки, Симада, Макинохара.

## Население
Население города составляет 46 073 человека (1 августа 2014), а плотность — 488,89 чел./км². Изменение численности населения с 1980 по 2005 годы:
| 1980 | 38 081 чел. |  |
| 1985 | 40 783 чел. |  |
| 1990 | 43 762 чел. |  |
| 1995 | 46 334 чел. |  |
| 2000 | 47 036 чел. |  |
| 2005 | 47 502 чел. |  |

## Символика
Деревом города считается чай, цветком — хризантема, птицей — горная трясогузка.